# قطلب عثكولي
القطلب العثكولي (الاسم العلمي: Arbutus andrachne) نوع نباتي شجيري برية دائم الخضرة من جنس القطلب ينتمي إلى الفصيلة الخلنجية (باللاتينية: Ericaceae). موطن أنواعه الأصلي المشرق العربي وشمال حوض البحر الأبيض المتوسط.

## الوصف
هي شجيرة كبيرة دائمة الخضرة، تتميز هذه الشجرة ان سيقانها باللون الاحمر القاني الجميل، ولحائها قاسي املس، وثمارها مدورة ذات لون احمر وهي طرية، وهي شجرة منفردة النمو، المميز بشجرة القطلب ان لحائها لون احمر وعليه ملصقات ملتوتة على الجذع كل سنة، قطر الشجرة يزيد فيتشقق اللحاء وينمو لحاء جديد، وثمارها تشبه التوت وطعمها مثل العسل.
تنضج القطلب في شهر تشرين الأول وتشرين الثاني في فترة قطف الزيتون، يقبل المزارعين عليها عندما يذهبون لقطف الزيتون في فترة نضج ثمار الزيتون الموجودة بالجبال القريبة من حقول الزيتون.
تنور شجرة القطلب في شهر نيسان وايار، لا تاكل ثمارها قبل ان تنضج، وإذا اكلت ثمارها قبل ان تنضج تعمل على تلبك معوي لشخص. وعندما تصبح ثمارها حمراء شبه ثمار التوت،
وفي فصل الخريف تاكل ثمارها لانها تكون قد نضجت، وثمارها طرية جداً لا تتحمل كثيراً الضغط، ولا تاخذ وقت طويل لهذا لا نشاهدها بالاسواق مثل باقي الفاكهة والنباتات البرية، لهذا هي غير موجودة بالاسواق اطلاقاً، ونورها مهم لرحيق النحل لانه ينتج عسل لذيذ.

## انتشارها
تكون شجرة القطلب موجودة بالمكان الذي ينتشر فيه شجر السنديان.
موج منها في بيئة الحوض البحر الابيض المتوسط، وتنتشر الشجرة في المنحدرات الغربية لفلسطين في جبال نابلس وجبال القدس وجبال رام الله وجبال الخليل، تنمو في جميع أنواع الترب وتنتمو خاصة في التربة الطباشيرية المتحللة.
و موجودة باحراش ام صفا وفي احراش دير بزيع وفي وادي قانا وموجودة في حرم جامعة بيرزيت وفي احراش ام الريحان في جنين موجود في المناطق مرتفعة من سطح البحر.

## أسماء الشعبية لشجرة في الوطن العربي
يسمى القطلب وقاتل ابيه ومشمش بري وشجرة الدق (عصير الدق) وايضا شجر الدب وعصير الدب حناء احمر.
يسمى في بلاد الشام قيقب ولكن هذا الاسم خاطئ شيوعا.
ويسمى في تونس فاكهة اللنج وفراولة الجبال.
ويسمى في المغرب بشجرة الساسنو.
لماذا يسمى القطلب القاتل أو قاتل ابيه في فلسطين
يسمى القاتل نسبة لان مسحوق الفحم يدخل في صناعة الارود العربي، منذ الف عام أيضا يصنعوا البارود من شجرة القطلب لهذا سمي بهذا الاسم.
يسمى قاتل ابيه لان هنالك شب احب فتاة جميلة جداً وطلب من ابيه ان يخطبها فذهب الاب لخطبة الفتاة، وعندما رجع الاب لابنه قال الاب لابنه انا خطبت الفتاة لي، فحزن الابن من ابيه، حمل الابن حجر وضرب ابيه براسه، وراس الاب جاء على لحاء جذع شجرة القطلب وسال دم الاب وتلون اللحاء بالون الدم، وهي رواية لتفسير لماذا سمي بقاتل ابيه.

## استخداماتها
يمتاز القطلب بغناه بالفيتامينات والسكريات كما ان اوراقه تستعمل في علاج السطران وقشور ساقه في صبخ الشعر وتقوية جذوره.
يعد القطلب من الانواع الطبية، حيث يتمتع مركب الاربوتين الموجود في الثمار تستعمل مدراً للبول، ومطهرة لللمجال البولية. لا ينصح باستعماله اثناء فترة الحمل والإرضاع لانه قد يسس استعماله الغثيان والتقيئ.يستعمل مغلي الاوراق شعبيا في علاج التهاب الكلى والمثانة، مع الانتباه إلى تاثير المركبات الدباغية المخرش للاغشية المخاطية.
ذكر الانطاكي بان ثمرة القطلب تنفع من السموم اكلاً، وورقه يحلل الاورام طلاء.
اهمية شجر القطلب لنحل، يمكن زراعة القطلب لتغذية النحل، فهي من الاشجار المفضلة لدى النحل. طبيعة العسل، واما في بعض الدول فهو من الاعسال المهمة، يمتاز عسل القطلب بلون غامق، وهو مضاد للاكسدة.
طريقة عمل مربى القطلب، تنقع القطلب وتغسل وتصفى جيدجا وتزال البذرة الموجودة فيها، ثم توضع في قدر مناسب مع السكر وعصير الليمون وتترك لتغلي، عند الغليان تخفف النار على الآخر وتزال الرعوة البيضاء التي تتكون على الوجه، بعد حوالي خمس دقائق تهرس المربى بواسطة شوكة حتى تحصلي على قوام الذي ترغبين فيه، اتركي المربى على النار هادئة مع استمرار ازالة الرغوة كلما تكونت حتى تحصلي على السماكة التي ترغبين بها وحتى ينتهي ظهور الرغوة، ووجود الرغوة هو الذي يساعد على حموضة المربى، يترك المربى بالقدر لتبرد تماما ثم توضع في مرطبانات ناشفة تماما من الرطوبة وتغلق جيدا وتحفظ بمكان بارد.

## معرض صور

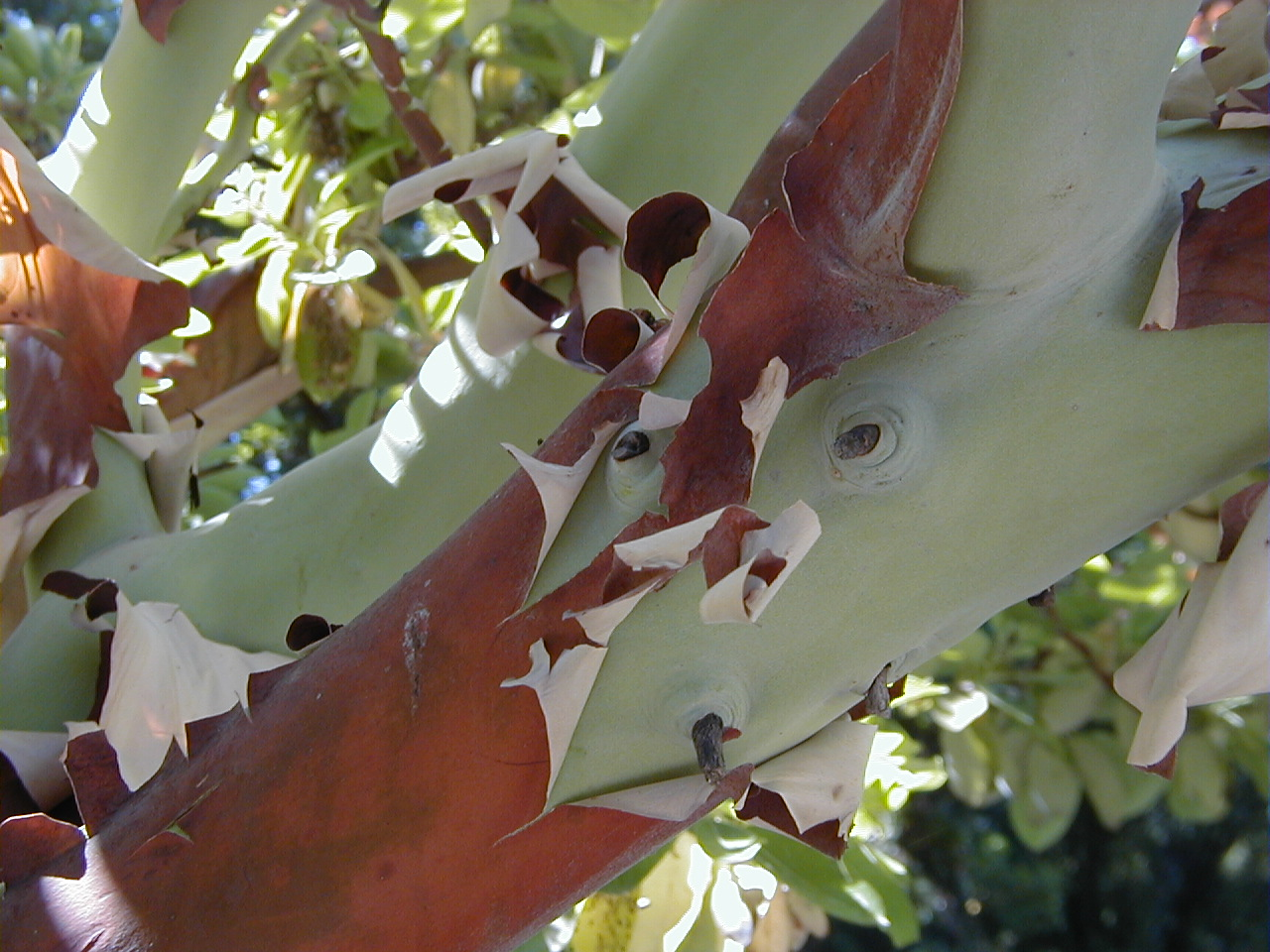
لحاء شجرة القطلب
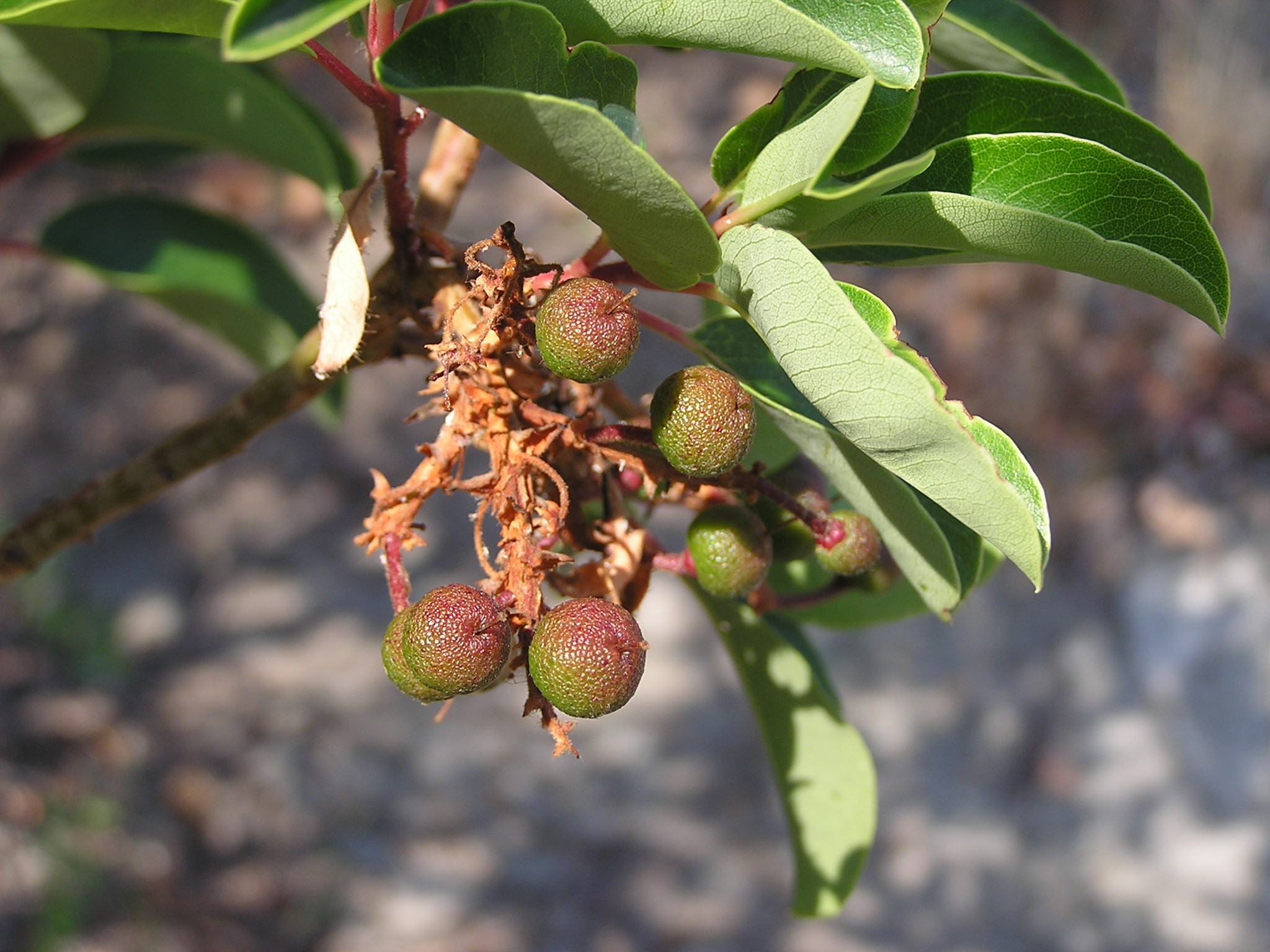
ثمار القطلب قبل النضج
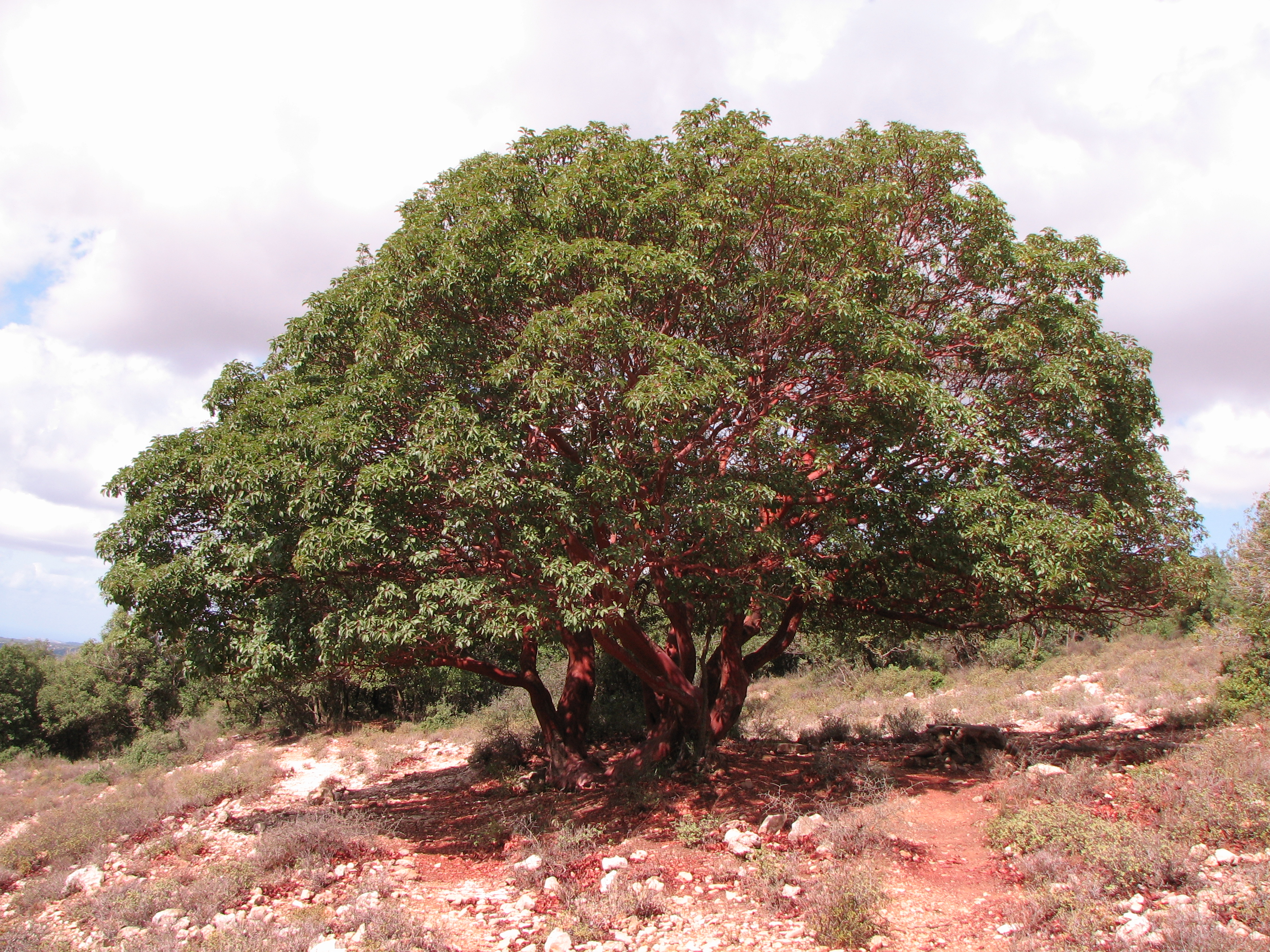
صورة شجرة القطلب